# Каменка (приток Уссури)
Ка́менка — река в Чугуевском районе Приморского края России.
Образуется слиянием рек Потапова Ключа и ключа Каменского, на западных склонах хребта Лугового. Течёт в северо-западном направлении и у села Каменка впадает справа в реку Уссури на 716-м км от устья.
Длина 4,4 км, площадь бассейна 140 км². Ширина реки от 2 до 26 м. Глубины изменяются от 0,2 до 0,8 м.
В летнее время часты паводки, вызываемые в основном интенсивными продолжительными дождями.
В нижнем течении Каменского ключа стоит село Заметное, расстояние от Заметного до Каменки по автодороге около 7 км.

## Источник
- Примпогода: Река Каменка. primpogoda.ru. Дата обращения: 1 июня 2021.